# اچ‌ام‌اس هندوستان (۱۸۴۱)
اچ‌ام‌اس هندوستان (۱۸۴۱) (به انگلیسی: HMS Hindustan (1841)) یک کشتی بود که طول آن ۱۸۵ فوت ۸ اینچ (۵۶٫۵۹ متر) بود. این کشتی در سال ۱۸۴۱ ساخته شد.